# خوسه لوئیس یورنته
خوسه لوئیس یورنته (اسپانیایی: José Luis Llorente‎؛ زادهٔ ۶ ژانویهٔ ۱۹۵۹) بازیکن بسکتبال اهل اسپانیا بود.
از باشگاه‌هایی که در آن بازی کرده‌است می‌توان به باشگاه بسکتبال رئال مادرید اشاره کرد.